# Рупертсхофен (Виртемберг)
Рупертсхофен (њем. Ruppertshofen) општина је у њемачкој савезној држави Баден-Виртемберг. Једно је од 42 општинска средишта округа Осталб. Према процјени из 2010. у општини је живјело 1.835 становника. Посједује регионалну шифру (AGS) 8136061.

## Географски и демографски подаци
Рупертсхофен се налази у савезној држави Баден-Виртемберг у округу Осталб. Општина се налази на надморској висини од 510 метара. Површина општине износи 14,2 km². У самом мјесту је, према процјени из 2010. године, живјело 1.835 становника. Просјечна густина становништва износи 129 становника/km².